# Дивізія А 1928—1929
Дивізія А 1928-29 — 17-ий сезон чемпіонату Румунії з футболу. Усі футбольні клуби країни були поділені на 12 регіональних ліг за територіальним принципом. Переможець кожної з ліг взяв участь у національному етапі. Титул втретє здобув Венус (Бухарест).

## Команди
У змаганнях брав участь також клуби Драгош Воде із українських Чернівців та Міхай-Вітязу із молдовського Кишинева, які на той час були у складі Румунії.

## Регіональний етап
| Команда 1         | Рахунок | Команда 2             |
| ----------------- | ------- | --------------------- |
| ДВА Галац         | 1:0     | Дачія Уніря (Бреїла)  |
| Роминія (Клуж)    | +:-     | Мурешул (Тиргу-Муреш) |
| Стеруйнца (Орадя) | 2:0     | Стеруйнца (Сату-Маре) |
| Венус (Бухарест)  | 1:0     | Триколор (Плоєшті)    |

## Національний етап
| Регіон    | Команда                |
| Арад      | Глорія ЧФР (Арад)      |
| Бухарест  | Венус (Бухарест)       |
| Брашув    | Колця (Брашув)         |
| Чернівці  | Драгош Воде (Чернівці) |
| Кишинів   | Міхай-Вітязу (Кишинів) |
| Клуж      | Роминія (Клуж)         |
| Крайова   | Генерала (Крайова)     |
| Галац     | ДВА Галац              |
| Ясси      | Вікторія (Ясси)        |
| Орадя     | Стеруйнца (Орадя)      |
| Сібіу     | Шоймій (Сібіу)         |
| Тімішоара | Банатул (Тімішоара)    |

### Перший раунд
| Команда 1              | Рахунок | Команда 2              |
| ---------------------- | ------- | ---------------------- |
| 2 червня 1929          |         |                        |
| Генерала (Крайова)     | 0:3     | Банатул (Тімішоара)    |
| ДВА Галац              | 7:1     | Вікторія (Ясси)        |
| Колця (Брашув)         | 2:1     | Шоймій (Сібіу)         |
| Драгош Воде (Чернівці) | 1:0     | Міхай-Вітязу (Кишинів) |

### 1/4 фіналу
| Команда 1              | Рахунок  | Команда 2         |
| ---------------------- | -------- | ----------------- |
| 16-24 червня 1929      |          |                   |
| Венус (Бухарест)       | 3:1      | Колця (Брашув)    |
| Драгош Воде (Чернівці) | 1:0      | ДВА Галац         |
| Стеруйнца (Орадя)      | 2:3      | Роминія (Клуж)    |
| Банатул (Тімішоара)    | 4:4; 3:2 | Глорія ЧФР (Арад) |

### 1/2 фіналу
| Команда 1        | Рахунок | Команда 2              |
| ---------------- | ------- | ---------------------- |
| 30 червня 1929   |         |                        |
| Венус (Бухарест) | 4:3     | Драгош Воде (Чернівці) |
| Роминія (Клуж)   | 3:0     | Банатул (Тімішоара)    |

### Фінал
| Команда 1        | Рахунок | Команда 2      |
| ---------------- | ------- | -------------- |
| 14 липня 1929    |         |                |
| Венус (Бухарест) | 3:2     | Роминія (Клуж) |